# نیروی زمینی قزاقستان
نیروی زمینی قزاقستان (به قزاقی: Қазақстан Құрлық әскерлері) بخش نیروی زمینی نیروهای مسلح جمهوری قزاقستان است که فعالیت خود را از سال ۱۹۹۳ آغاز کرد.